# Быков, Валентин Иванович
Быков Валентин Иванович (род. 25 июня 1937, Кривой Рог, Днепропетровская область) — советский и украинский учёный, специалист в области электромеханики, доктор технических наук (1984), профессор (1985).
Ректор Криворожского педагогического института (1973—1979) и Черкасского инженерно-технологического института.

## Биография
Родился 25 июня 1937 года в городе Кривой Рог.
В 1951 году поступил в Криворожский горнорудный техникум, который окончил на отлично. В 1960 году окончил Криворожский горнорудный институт. В 1960—1962 годах — инженер-конструктор в институте «Гипрорудмаш» в Кривом Роге. В 1965 году окончил Днепропетровский государственный университет.
В 1965—1970 годах — декан механико-машиностроительного факультета Криворожского горнорудного института. В 1973—1979 годах — ректор Криворожского государственного педагогического института.
Избран первым ректором Черкасского инженерно-технологического института. В 1985—1988 годах — заведующий кафедрой технологии машиностроения, металлорежущих станков и инструментов, в 1988—1999 годах — заведующий кафедрой приборостроения, с 2004 года — заведующий кафедрой безопасности жизнедеятельности.

## Научная деятельность
Автор более 250 научных и методических работ, 37 авторских свидетельств и патентов. Научный руководитель 20 кандидатских диссертаций и научный консультант 4 докторских диссертаций.
В Кривом Роге создал школу повышения долговечности и надёжности горнообогатительного оборудования, в Черкассах — школу приборостроения (защищено 4 докторских, 9 кандидатских диссертаций).
Член правления украинской республиканской организации общества «Знание», член редколлегии журнала «Трибуна».

## Награды
- Заслуженный деятель науки и техники УССР (1990);
- Человек года 1999 (Американский биографический институт).